# دنتسو

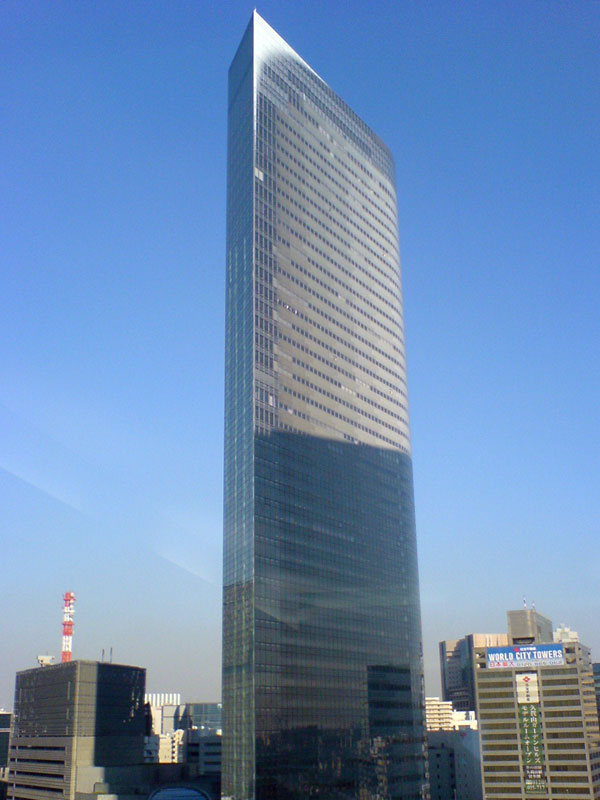
ساختمان مرکزی دنتسو

دنتسو (به ژاپنی: 株式会社電通) بنگاه تبلیغاتی ژاپنی است که در زمینه تبلیغات و ارائه خدمات روابط عمومی فعالیت می‌کند.
شرکت دنتسو در سال ۱۹۰۶ تأسیس شد. دفتر مرکزی این شرکت در شیئودومه، میناتو، توکیو، ژاپن قرار دارد و بخشی از سهام آن در بازار بورس توکیو معامله می‌شود.